# Sus Minervam docet
 Sus Minervam docet  лат. (изговор: сус минервам доцет). Свиња учи Минерву. (Марко Тулије Цицерон )

## Поријекло изреке
Изрекао Марко Тулије Цицерон (лат. Marcus Tullius Cicero), римски државник, књижевник и бесједник (Прелаз другог у први вијек старе ере).

## Тумачење
Свиња учи Минерву, богињу мудрости-најмудрију међу мудрима, да буде мудра!? Цицерон карикира опаском да незналица учи мудраца.

## Шири смисао изреке
Употребљава се када се хоће указати како незнање учи знање!